# 아모리 1세 (예루살렘)

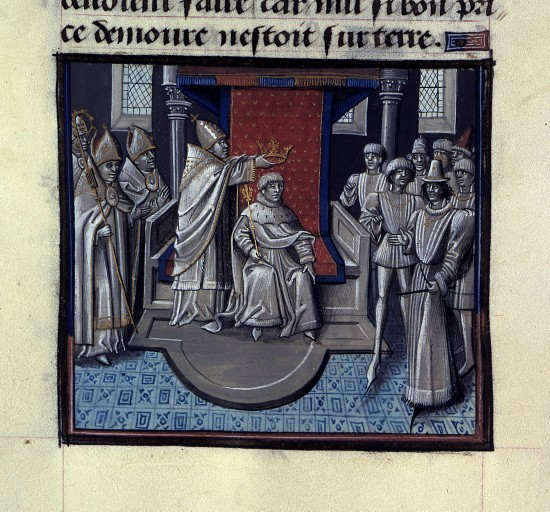

아모리 1세 또는 아말릭 1세(Amaury Ier, 1136년 – 1174년 7월 11일)은 1162년부터 1174년까지 예루살렘 왕국의 왕이었다. 아모리는 풀크 왕과 멜리장드의 둘째아들로 형 보두앵 3세의 뒤를 이어 예루살렘 왕국의 왕이 되었다.

## 생애

### 왕위 등극
아버지 풀크가 죽고난 후 예루살렘의 왕위를 놓고 형 보두앵과 어머니 멜리장드가 서로 내전을 벌였는데 결국 보두앵에 권력을 잡았다. 보두앵은 1153년 이집트로부터 아스칼론을 점령하여 아모리에게 주었고 아모리는 야파와 아스칼론의 백작이 되었다. 아모리는 1157년 에데사의 조슬랭 2세의 딸인 아녜스와 결혼했는데 이 결혼에서 시빌라와 보두앵 (뒤에 보두앵 4세로 왕위 계승)을 낳았다.
1162년 형 보두앵 3세가 죽자 예루살렘의 왕위는 아모리에게 돌아갔는데 귀족들은 아녜스의 행실이 나쁘다는 점을 이유로 결혼을 무효화 할 것을 요구했고 결국 아모리는 아녜스와 이혼하고 왕위에 올랐다. 아녜스는 이벨린의 위그와 결혼했고 시빌라와 보두앵의 계승자로서의 법적 지위는 보장받았다.
당시 십자군 국가들은 이슬람과 전쟁중에 있었다. 제2차 십자군은 다마스쿠스를 공격했고 누르 앗 딘은 모술과 알레포를 장악하고 이슬람 대항세력의 강자로 부상했고 결국 다마스쿠스마저 차지했다. 십자군은 당시 어린 칼리파가 잇달아 집권하여 약해진 이집트의 파티마 왕조를 노리고 있었는데 보두앵 3세가 아스칼론을 점령함으로써 더욱 이집트 원정에 대한 열의를 다지고 있었다.

### 이집트 원정
1163년 아모리는 파티마 왕조가 연공을 바치지 않았다는 구실로 이집트를 기습공격했고 이집트는 나일 강의 댐을 허물어 물바다 작전으로 아모리군을 막고 협상을 시작했다. 누르 앗 딘은 이 기회로 자신의 부관 시르쿠를 이집트를 공격하게 하는 한편 아모리가 없는 틈을 타 보에몽 3세와 트리폴리의 레몽 3세를 포로로 잡았다. 아모리는 에데사 백국과 트리폴리 백국의 섭정을 맡고 1165년 보에몽의 몸값을 지불하고 빼내왔다. 한편 아모리는 비잔티움 제국에 사절을 보내어 자신의 신부감을 구하고 누르 앗 딘에 맞서 동맹을 맺으려고 하였다.
1167년 누르 앗 딘은 다시한번 이집트를 침공했고 아모리는 칼리프 알아디드와 협정을 맺고 나일 강에서 시리아군에 맞서 싸웠는데 카이로로 퇴작했고 시르쿠는 알렉산드리아를 점령했다. 아모리는 알렉산드리아로 진격하여 공선전을 폈고 시르쿠는 협상을 통해 그 도시를 아모리에게 넘겨주었다. 그러나 아모리는 알렉산드리아에 오래 머물지 않고 예루살렘으로 퇴작했다.

### 살라딘의 등장
1167년 아모리는 비잔티움의 마리아 콤네나와 결혼했다. 이듬해 아모리와 비잔티움 황제 마누엘 1세 콤네누스는 동맹을 맺고 누르 앗 딘에 공동으로 맞서기로 했다. 아모리는 이집트가 누르 앗 딘과 내통한다는 의혹이 일자 마누엘은 이집트를 다시 한번 침공하여 많은 공물을 받았다. 한편 누르 앗 딘은 시르쿠를 이집트로 보내 1169년 이집트를 손에 넣었고 시르쿠의 조카인 살라흐 앗 딘이 이집트의 권력을 잡았다. 아모리는 살라흐 앗 딘의 등장을 유럽에 알렸으나 지원군은 없었다. 아모리는 비잔티움의 군의 도움으로 다미에타의 살라흐 앗 딘을 공격했으나 실패로 끝났다.
1170년 살라딘은 예루살렘 왕국을 침공하였고 힘을 더 키워 이듬해에는 이집트의 술탄이 되었다. 아모리는 직접 콘스탄티노폴리스를 방문하여 살라딘의 위협을 알렸으나 역시 도움은 없었다. 이제 예루살렘 왕국은 남쪽으로 살라딘, 북쪽으로는 누레딘, 그리고 새로이 등장한 이슬람 분파인 아사신파의 위협에 직면하게 되었다.

### 죽음
1174년 누르 앗 딘이 죽자 아모리는 즉각 바니아스를 공략했다. 그러나 그 원정길에서 아모리는 설사병에 걸렸고 고열로 시달려 예루살렘으로 돌아왔다. 의사들이 백방으로 노력했으나 결국 1174년 7월 11일 죽었다. 아모리의 두 번째 부인인 마리아 콤네나는 이사벨을 낳았는데 나불루스를 유산으로 받았고 어린 아들 보두앵 4세가 아모리의 뒤를 이어 예루살렘의 왕위에 올랐다.
| 전임 보두앵 3세 | 제6대 예루살렘의 왕 1162년 - 1174년 | 후임 보두앵 4세 |